# Club Beisbol i Softbol Gavà
Club de Béisbol y Softbol de la Ciudad de Gavá (Barcelona) España.

## Historia
El Club de Béisbol y Softbol Gavà es una Entidad Deportiva que tiene documentados más de 60 años de historia. Sus inicios se remontan a un grupo de trabajadores de la antigua factoría de la Compañía Roca Radiadores, hacia los años 40, cuyos esfuerzos les llevaron a triunfar en los Campeonatos de España y de Cataluña de la Categoría Juvenil en las décadas de los 60 – 70. En el año 1973, la sección de esta fábrica deja de existir, y se funda el actual Club de Béisbol y Softbol Gavà.

## Objetivos
El Club Beisbol i Softbol Gavà tiene un triple objetivo:
En primer lugar, y como es fácilmente comprensible, el formar a nuestros jugadores en todos los aspectos relacionados con su formación física y técnica en el ámbito del béisbol y el softbol.
En segundo lugar, y no menos importante que el anterior, el inculcar a nuestros jugadores el espíritu de trato igualitario y respetuoso tanto a sus propios compañeros y compañeras, como a sus rivales deportivos, dentro y fuera del mismo. El trabajo que se desarrolla durante los entrenamientos, así como durante la participación en diferentes competiciones, permite inculcar a nuestros jugadores valores muy útiles para su formación como personas, tales como el espíritu de esfuerzo y superación, tanto individual como colectivo, o la importancia del trabajo en equipo para conseguir, con el reparto de responsabilidades, un objetivo común de una forma más fácil y eficiente.
En tercer lugar, nuestro Club estima prioritaria su implicación en diferentes actividades sociales de la ciudad en el que el Club está ubicado, el municipio de Gavá. En este sentido el fomento de la participación en deportes minoritarios en el ámbito de las escuelas y el acercamiento de nuestro deporte a jóvenes con disminuciones físicas o psíquicas, suponen una clara apuesta de nuestro Club por participar en mejorar los servicios de nuestra comunidad. Además, en respuesta a la creciente incorporación de ciudadanos de otros países a nuestra ciudad, en especial de los que tienen a Latinoamérica como lugar de origen, en donde el Béisbol es uno de los deportes más populares, nuestro Club puede ser de utilidad para facilitar la incorporación, y la integración, tanto de los hijos, como de los padres, en nuestra sociedad, sin olvidar nunca su idiosincrasia.
- Datos: Q8347020